# Dajr Ali
Dajr Ali (arab. دير علي) – miejscowość w Syrii, w muhafazie Damaszek. W 2004 roku liczyła 4368 mieszkańców.